# Teoria del Sole e della Luna
La teoria del Sole e della Luna fu una concezione politica medievale ideata da papa Innocenzo III, seppur già evocata da Gregorio VII, la quale vedeva il papa come la principale autorità terrena e come la fonte del potere di tutti i regnanti.

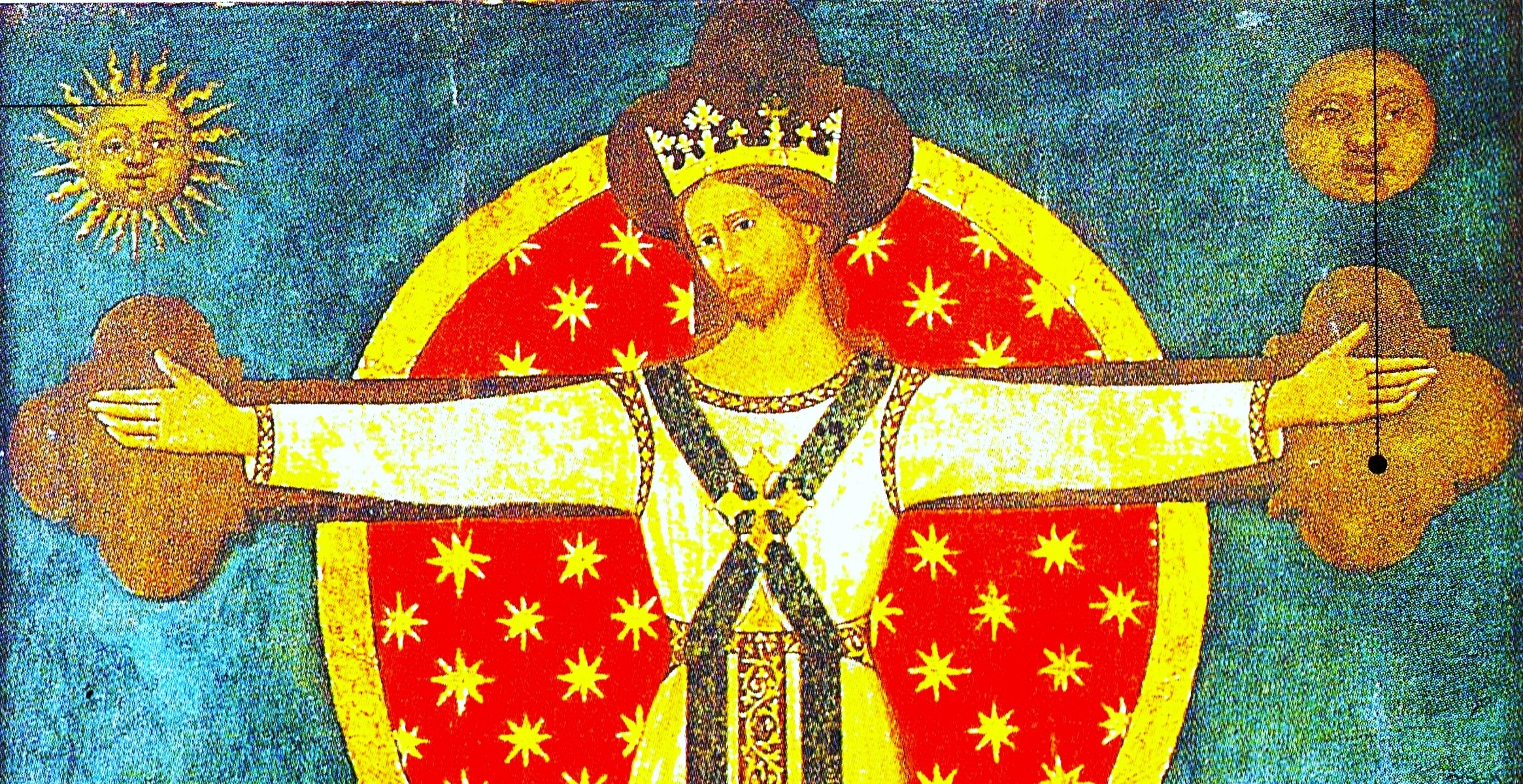
Cristo Re tra Sole e Luna (dettaglio dal Volto Santo al Museo diocesano di Lanciano)

Secondo quest'analogia, il pontefice e l'imperatore del Sacro Romano Impero, i due poteri universali sulla Terra, di natura sacerdotale e regale, andavano assimilati ai due luminari nel cielo, rispettivamente Sole e Luna, secondo l'immagine biblica della Genesi. Come, infatti, il Sole emette luce propria, mentre la Luna riflette la sua luce, così il papa, essendo vicario di Cristo, brillerebbe di luce propria illuminando l'imperatore.
Questa concezione teocratica era dovuta al fatto che nel Medioevo (ma anche per tutta l'età moderna) si considerava l'autorità dei sovrani terreni come derivante direttamente da Dio e non come espressione di una volontà popolare.

## Interpretazione storica dell'allegoria

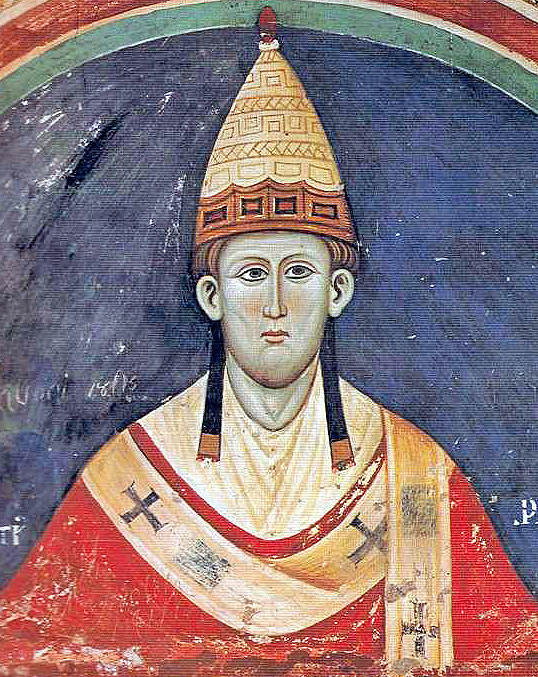
Papa Innocenzo III, promotore della teoria.

La Chiesa, quindi, ritenendosi l'unico tramite possibile tra il Cielo e i cristiani, era stata l'unica fonte legittima del potere e la più alta autorità terrena. La gestione del Sacro Romano Impero, invece, sarebbe stata semplicemente affidata all'imperatore da parte del pontefice, il quale, se avesse voluto, se lo sarebbe potuto anche riprendere (in linea del tutto teorica, per quanto nessun imperatore avrebbe rinunciato in silenzio alla propria autorità).
Veniva così incrinata la dichiarazione di equilibrio tra auctoritas spirituale e potestas temporale formulata nel V secolo da papa Gelasio I, che li aveva assimilati a due spade, e a cui si era richiamato l'imperatore Federico I.
L'interpretazione canonistica dell'analogia data nel Duecento, tra gli altri, da Giovanni Teutonico in una glossa al Decretum Gratiani, e da Bernardo da Parma nel Liber Extra, si propose di fornire anche un fondamento matematico-astrologico al passo della Genesi (I, 16), dove è descritta la creazione biblica dei due luminari, uno maggiore e l'altro minore, la differenza tra i quali avrebbe dovuto indicare il livello di superiorità del papa rispetto all'imperatore di 56 volte, esattamente quanto il Sole risulta più grande della Luna.
In tal modo essa intendeva appellarsi a un ordine oggettivo naturalistico che andava oltre lo stesso canone delle Scritture.
La teoria si inserì nel secolare conflitto tra papato e impero per l'acquisizione della massima autorità politica sull'Europa medievale. All'analogia del Sole e della Luna fu contrapposta un'altra concezione, la cosiddetta teoria dei due Soli, secondo la quale papato e impero avrebbero avuto pari dignità, ma in ambiti diversi: la Chiesa avrebbe avuto il primato spirituale, mentre l'Impero quello temporale.

### Ribaltamento dell'analogia

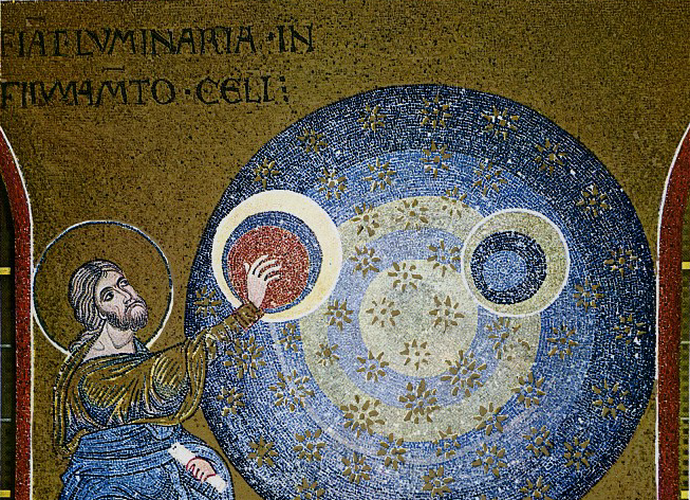
Creazione dei due luminari secondo la Genesi (mosaico nel duomo di Monreale)

Vi fu ad esempio chi, come Dante, oltre a contestare la subordinazione di un potere all'altro, nel De Monarchia rilevò la distorsione del significato allegorico attribuito alla Genesi, richiamandosi all'autorità di Sant'Agostino e al suo tentativo di limitare ogni abuso nell'interpretare in senso figurato le Scritture. Nell'ambito della tradizione mistica cristiana seguita dallo stesso Dante, e risalente a sua volta a Giovanni di Parigi, Cino da Pistoia ribaltò anzi l'allegoria, affermando che era l'Impero a dover essere assimilato al Sole, e la Chiesa alla Luna.
La tradizione teologica cristiana, del resto, in opposizione alla nuova interpretazione canonica ecclesiastica, indicava storicamente nel Sole un'allegoria del Salvatore (e talvolta dei santi o della divina Sapienza), che brillando di luce propria forniva il proprio splendore alla Chiesa, equiparata in tal modo alla Luna.